# Municipio de Harper (Dakota del Norte)
El municipio de Harper (en inglés: Harper Township) es un municipio ubicado en el condado de Slope en el estado estadounidense de Dakota del Norte. En el año 2010 tenía una población de 4 habitantes y una densidad poblacional de 0,04 personas por km².

## Geografía
El municipio de Harper se encuentra ubicado en las coordenadas 46°24′38″N 103°36′21″O / 46.41056, -103.60583. Según la Oficina del Censo de los Estados Unidos, el municipio tiene una superficie total de 92.54 km², de la cual 92,38 km² corresponden a tierra firme y (0,17 %) 0,16 km² es agua.

## Demografía
Según el censo de 2010, había 4 personas residiendo en el municipio de Harper. La densidad de población era de 0,04 hab./km². De los 4 habitantes, el municipio de Harper estaba compuesto por el 100 % blancos. Del total de la población el 0 % eran hispanos o latinos de cualquier raza.